# Dorobanțu (okręg Teleorman)
Dorobanțu – wieś w Rumunii, w okręgu Teleorman, w gminie Crângeni. W 2011 roku liczyła 357 mieszkańców.